# Escudo guineoportugués
El escudo era la moneda de Guinea portuguesa, circuló en dicha dependencia entre los años 1914 y 1975. Su tasa de cambio era igual a la del escudo portugués. Sustituyó al real guineano a razón de 1000 reales = 1 escudo. El escudo se dividía en 100 centavos. Portugal publicó billetes (a partir de 1914) y monedas (a partir de 1933) para su uso en la Guinea Portuguesa. Después de la independencia, el peso guineano sustituyó al escudo a la par.

## Monedas
En 1933, las monedas fueron introducidas en denominaciones de 5, 10, 20 y 50 centavos y 1 escudo. Las monedas de 2 ½, 10 y 20 escudos se agregaron en 1952, y finalmente las monedas de 5 escudos fueron introducidas en 1973.

## Billetes
En 1914, los billetes fueron emitidos por el Banco Nacional Ultramarino en denominaciones de 10, 20 y 50 centavos (dinero de necesidad). En 1921, las denominaciones de más valor, a partir del billete de 1 escudo de hasta el de 100 escudos, fueron introducidos. La serie de papel moneda se amplió cuando entró en circulación un nuevo valor de 500 escudos, en 1945. Finalmente se agregó la última denominación de la familia de billetes, la de 1000 escudos, que fue introducida en 1964.
La última serie de billetes en escudos tenían los retratos de Nuno Tristão —50 y 100 escudos— y Honório Pereira Barreto —500 escudos—.